# Единецкий район
Е́динецкий райо́н (рум. Raionul Edineț, Район Единец) — административно-территориальная единица Республики Молдова.

## История
Как и большинство районов Молдавской ССР, образован 11 ноября 1940 года с центром в пгт Единцы. До 16 октября 1949 года находился в составе Бельцкого уезда, после упразднения уездного деления перешёл в непосредственное республиканское подчинение.
С 31 января 1952 года по 15 июня 1953 года район входил в состав Бельцкого округа, после упразднения окружного деления вновь перешёл в непосредственное республиканское подчинение.
В июне 1959 года в состав Единецкого района передана большая часть территории упраздняемого Братушанского района.
30 марта 1962 года к Единецкому району была присоединена часть территории упразднённого Окницкого района.
25 декабря 1962 года в состав Единецкого района передана территория Липканского района.
24 декабря 1964 года восстановлен Липканский район с последующим образованием Бричанского района. Таким образом, территория Единецкого района практически вернулась к состоянию на июнь 1959 года.
С 1999 года по 2002 год, в рамках проводимой административной реформы, район являлся частью Единецкого уезда. После упразднения уездного деления, район вновь стал самостоятельной административной единицей.

## География
Единецкий район расположен на северо-западе Молдовы, возле границы с Румынией. Соседние районы: Бричанский, Окницкий, Дондюшанский, Рышканский.

## Население
| Национальный состав 2004 | Национальный состав 2004 | Национальный состав 2004 | Национальный состав 2004 | Национальный состав 2004 |
| ------------------------ | ------------------------ | ------------------------ | ------------------------ | ------------------------ |
| молдаване - 58749 чел.   |                          |                          | 72.18 %                  |                          |
| украинцы - 16084 чел.    |                          |                          | 19.76 %                  |                          |
| русские - 5084 чел.      |                          |                          | 6.25 %                   |                          |
| цыгане - 499 чел.        |                          |                          | 0.61 %                   |                          |
| румыны - 446 чел.        |                          |                          | 0.55 %                   |                          |
| гагаузы - 143 чел.       |                          |                          | 0.18 %                   |                          |
| болгары - 91 чел.        |                          |                          | 0.11 %                   |                          |
| другие - 294 чел.        |                          |                          | 0.36 %                   |                          |
| всего - 81390 чел.       |                          |                          | 100.0 %                  |                          |

|         | 2003 год | 2004 год | 2005 год | 2006 год |
| ------- | -------- | -------- | -------- | -------- |
| Единец  | 20 250   | 15 624   | 15 600   |          |
| Купчинь | 9 150    | 7 441    | 9 100    |          |
| сёла    | 57 050   | 58 325   | 56 500   | 57 700   |
| Всего:  | 86 450   | 81 390   | 81 200   | 83 500   |

## Достопримечательности
- Брынзенский, Гинкауцкий и Стольниченский парки площадью 2, 27 и 3 га соответственно.

## Известные уроженцы и жители
- Вакарчук, Иван Александрович (1947—2020) — украинский физик, ректор Львовского университета, министр образования и науки Украины (2007—2010).
- Вырнав, Теодор (1801—1868) — бессарабский прозаик и поэт.
- Кинах, Анатолий Кириллович (род. 1954) — украинский политик и государственный деятель, премьер-министр Украины (2001—2002).
- Телеукэ, Виктор Гаврилович (1933—2002) — молдавский поэт, писатель, переводчик, публицист.